# Шехадет
Шехадет (арап. شهادة) је темељ исламског веровања. Шехадет је услов за приступ у веру. Да би неко био муслиман, потребно је да срцем верује и језиком посведочи Алахово јединство и Мухамедово посланство. Да би нека особа била сматрана муслиманом од других особа, потребно је да се изговори шехадет пред 2 сведока муслимана.
Арапски текст:
أشهد أن لا إله إلاَّ لله ، وأشهد أن محمد رسول الله
Транскрипт арапског текста:
Ешхеду ен ла илахе илАлах ве ешхеду ене Мухамеден абдуху ве ресулуху.
Превод на српски значења шехадета:
Срцем верујем и језиком се изјашњавам да нема бога осим Алаха и да је Мухамед Божији роб и Божији посланик.